# Championnats du monde de triathlon en relais mixte 2018
Navigation
Édition précédente Édition suivante
Les championnats du monde de relais mixte 2018 de la Fédération internationale de triathlon se tiennent à Hambourg, en Allemagne le 15 juillet 2018. Cette compétition est la dixième depuis sa création en 2009. Ce championnat du monde coïncide avec l'organisation de l'épreuve 2018 des séries mondiales de triathlon (WTS).
Pour cette épreuve, chaque pays est autorisé à participer avec une équipe de quatre participants, composée de deux femmes et de deux hommes. Les équipes doivent s'affronter dans l'ordre suivant : (1 femme/1 homme/1 femme/1 homme).

## Résumé
La course se déroule sur des distances de 300 mètres de natation, 7 kilomètres de vélo de route et 1,7 kilomètre de course à pied à réaliser par chaque compétiteur de l'équipe. La température de l'eau étant mesurée à 23,2 °C au départ, la combinaison de natation est interdite. L'équipe d'Ukraine est disqualifié pour non-respect des prescriptions de course, les équipes de Russie, de Hongrie et d'Italie écope d'une pénalité de 10 secondes pour des fautes sur la course. Les équipes de Belgique et du Mexique sont mises hors course pour abandon dans le quatrième relais
L'équipe de France de triathlon remporte cette édition. Léonie Périault après une course mitigée la veille lors des séries mondiales, fait un gros effort pour transmettre le 1er relais en seconde position derrière l'Allemande Laura Lindemann. Dorian Coninx second relayeur au coude à coude durant la première partie de course avec Jonathan Brownlee, prend l'ascendant durant la course à pied et creuse un écart avec le Britannique et passe le relais à Cassandre Beaugrand qui doit affronter l'Américaine Katie Zaferes qui reste au contact de la Française jusqu'au passage du dernier relais. Vincent Luis dernier relayeur ne laisse aucun doute sur sa forme et sa maitrise à ce moment et prend rapidement du champ sur les derniers relayeurs, américain, britannique et australien qui se disputent les dernières marches du podium. L'équipe de France vainqueur en 1 h 20 min 6 s ajoute un seconde titre mondial de cette spécialité à son palmarès international.

## Palmarès
Classement général du championnat du monde 2018.
| Rang               | Équipe | Temps           |
| ------------------ | --- | --------------- |
| Médaille d'or      | France | 1 h 20 min 6 s  |
| Médaille d'or      | - Léonie Périault : 20 min 50 s - Dorian Coninx 18 min 54 s - Cassandre Beaugrand 21 min 7 s - Vincent Luis 19 min 16 s      | 1 h 20 min 6 s  |
| Médaille d'argent  | Australie | 1 h 20 min 49 s |
| Médaille d'argent  | - Natalie Van Coevorden : 21 min 3 s - Aaron Royle 19 min 19 s - Ashleigh Gentle 21 min 10 s - Jacob Birtwhistle 19 min 19 s | 1 h 20 min 49 s |
| Médaille de bronze | États-Unis | 1 h 20 min 51 s |
| Médaille de bronze | - Kirsten Kasper : 20 min 57 s - Ben Kanute 19 min 13 s - Katie Zaferes 20 min 44 s - Kevin McDowell 20 min 0 s              | 1 h 20 min 51 s |
| 4                  | Royaume-Uni | 1 h 21 min 9 s  |
| 5                  | Pays-Bas | 1 h 21 min 24 s |
| 6                  | Allemagne | 1 h 21 min 19 s |
| 7                  | Japon | 1 h 21 min 32 s |
| 8                  | Suisse | 1 h 21 min 40 s |
| 9                  | Italie | 1 h 21 min 47 s |
| 10                 | Canada | 1 h 22 min 20 s |
| 11                 | Nouvelle-Zélande | 1 h 23 min 4 s  |
| 11                 | Espagne | 1 h 23 min 5 s  |
| 12                 | Hongrie | 1 h 23 min 21 s |
| 13                 | Russie | 1 h 23 min 36 s |
| 14                 | Afrique du Sud | 1 h 23 min 54 s |
| 15                 | Brésil | 1 h 24 min 18 s |
| 16                 | Danemark | 1 h 24 min 29 s |
| 16                 | Belgique | LAP             |
| 17                 | Mexique | LAP             |
| 18                 | Ukraine | DSQ             |